# (36353) 2000 NP26
2000 NP26 (asteroide 36353) é um asteroide da cintura principal. Possui uma excentricidade de 0.18582180 e uma inclinação de 3.50612º.
Este asteroide foi descoberto no dia 4 de julho de 2000 por LONEOS em Anderson Mesa.